# Ciekawski George (film)
Ciekawski George (ang. Curious George, 2006) – amerykański film animowany, opowiadający o słynnej małpce George’u. Powstał na podstawie książek Hansa Augusto „H.A.” Reya i Margret Rey.
Film zawitał do Polski 11 stycznia 2007 roku na DVD w wersji z lektorem. 31 grudnia 2007 roku na kanale Canal+ film miał swoją premierę w wersji dubbingowej.

## Fabuła
Muzeum pana Bloomsberry’ego może zostać zamknięte a w jego miejsce może zostać wybudowany parking. Uratować go może jedynie nowa wystawa, która przyciągnie tłum ludzi. Ted, pracownik i pupilek dyrektora muzeum, wyrusza wraz z innymi podróżnikami do Afryki, by zdobyć cenny posąg przypominający małpę. Na miejscu okazuje się, że posąg jest wielkości breloczka, na domiar złego do pracownika muzeum przyczepia się mała małpka imieniem George. Niezwykle ciekawskie zwierzę jest jedyną szansą dla muzeum.

## Obsada głosowa
- Will Ferrell – Ted
- Drew Barrymore – Maggie
- David Cross – Junior
- Ed O’Ross – Ivan
- Dick Van Dyke – Bloomsberry
- Joan Plowright – pani Plushbottom
- Eugene Levy – Clovis
- Michael Chinyamurindi – Edu
- Frank Welker – George